# Tom O'Higgins
Thomas Francis O'Higgins (23 juillet 1916 - 25 février 2003) est un homme politique irlandais du Fine Gael, avocat et juge qui est juge en chef de l'Irlande de 1974 à 1985, juge à la Cour européenne de justice de 1985 à 1991, Juge à la Haute Cour de 1973 à 1974, vice-président du Fine Gael de 1972 à 1977 et ministre de la Santé de 1954 à 1957. Il est Teachta Dála (TD) de 1948 à 1969.
Faisant partie d'une nouvelle génération de dirigeants du Fine Gael qui émergent dans les années 1950 et 1960, O'Higgins travaille aux côtés de Declan Costello (en) et Garret FitzGerald pour libéraliser le Fine Gael conservateur,. À la fin des années 1960 et au début des années 1970, O'Higgins se présente à deux reprises à la présidence de l'Irlande ; lors de sa première tentative en 1966, il perd par 1% des voix contre Éamon de Valera. Par la suite, son image personnelle s’améliore grandement et il est nommé au poste de leader adjoint du Fine Gael. Bien qu'il soit le favori initial pour gagner, O'Higgins perd l'élection présidentielle irlandaise de 1973 face à Erskine H. Childers.
En 1973, O'Higgins devient juge à la Haute Cour et l'année suivante, il est nommé juge en chef d'Irlande à la Cour suprême. Bien qu'il soit un homme politique libéral, O'Higgins est apprécié par de nombreux juges conservateurs, compte tenu de ses décisions sur des questions telles que les contraceptifs et l'homosexualité. En 1985, O'Higgins devient membre de la Cour européenne de justice, où il siège jusqu'en 1991.

## Jeunesse et éducation
O'Higgins est né à Cork en 1916 et est issu d'une famille politique irlandaise influente : son père Thomas F. O'Higgins et son oncle Kevin O'Higgins sont tous deux ministres au cours de leur carrière politique et sont très influents au sein du parti politique Cumann na nGaedheal qui gouverne l'Irlande immédiatement après son indépendance du Royaume-Uni. En 1923, Thomas Higgins (le grand-père de Tom) est tué par des membres de l'IRA anti-traité lors d'un raid et en 1927, Kevin O'Higgins est assassiné par des républicains irlandais lors d'un meurtre par vengeance ; Kevin O'Higgins a été ministre de la Justice pendant la guerre civile irlandaise et a signé les arrêts de mort de 77 membres de l'IRA. À la suite de ces meurtres, TF O'Higgins (le père de Tom) se radicalise et devient membre des Blueshirts, un groupe paramilitaire radical de droite explicitement opposé à l'IRA qui fusionne avec le Fine Gael, le successeur politique de Cumann na. nGaedheal.
Malgré ce contexte, O'Higgins n'a jamais adopté l'amertume ou l'anti-républicanisme, et épouse plutôt une politique tournée vers l'avenir qui cherche à faire progresser la politique irlandaise au-delà des blessures de la guerre civile irlandaise. Néanmoins, il défendra toujours l'appartenance de son père aux Blueshirts comme une condition du respect de la liberté d'expression et de la démocratie en Irlande.
O'Higgins fait ses études au St Mary's College de Dublin, au Clongowes Wood College et à l'University College Dublin, où il est auditeur de la Société littéraire et historique. Il fréquente plus tard King's Inns. En 1938, il obtient son diplôme d'avocat et est admis au barreau. En 1954, il est admis au barreau intérieur.

## Carrière politique
La carrière politique d'O'Higgins commence lors des élections générales irlandaises de 1943 lorsqu'il se présente sans succès au nom du Fine Gael dans la circonscription sud de Dublin City. O'Higgins ne se présente pas aux élections générales anticipées de 1944, choisissant plutôt de faire campagne au nom de son père. Cependant, à cette époque, il fonde la « branche centrale » du Fine Gael qui rassemble les jeunes membres du parti. De plus, O'Higgins commence à écrire pour le magazine d'examen des politiques The Forum.
Il l'emporte dans la circonscription de Leix-Offaly aux élections générales de 1948, une région autrefois représentée par son père. Le même jour, son frère, Michael O'Higgins, est également été élu député.
En 1950, O'Higgins est l'un des huit membres de l'Oireachtas choisis pour représenter l'Irlande au Conseil de l'Europe ; c'est le début d’un d’intérêt pour la politique européenne.

### Ministre de la Santé
Lors du deuxième gouvernement interpartis (1954-1957), O'Higgins est nommé ministre de la Santé. Il hérite d'un département embourbé par les conséquences de l'échec du programme mère-enfant et désormais chargé de mettre en œuvre la loi sur la santé de 1953, introduite par le Fianna Fáil. Pour ce faire, O'Higgins doit gérer avec soin à la fois l'Association médicale irlandaise et le Parti travailliste.
Au cours de son mandat de ministre de la Santé, il lance le Voluntary Health Insurance Board (VHI), qui introduit l'assurance maladie contrôlée par l'État en Irlande.

### Réformateur idéologique
En 1956, O'Higgins commence à plaider en interne au Fine Gael pour que le parti s'éloigne du conservatisme fiscal du ministre des Finances, Gerard Sweetman, et réussit à obtenir un soutien initial important. Cependant, ses projets sont sabotés par la crise de Suez qui débute en octobre 1956 et provoque une crise économique dans le monde entier. Ses manœuvres sont encore plus compromises lorsque Clann na Poblachta quitte la coalition gouvernementale.
Néanmoins, dans les années qui suivent, O'Higgins commence à travailler en étroite collaboration avec ses collègues membres du Fine Gael de deuxième génération, Garret FitzGerald et Declan Costello, pour faire évoluer l'idéologie du Fine Gael vers la gauche. Le point culminant de cette démarche est la production par Costello d'un document intitulé Vers une société juste qui préconise que le Fine Gael adopte des politiques sociales-démocrates. Le Fine Gael adopte le document comme base de son programme électoral pour les élections générales irlandaises de 1965. O'Higgins soutient cette décision et tente de jeter des ponts avec les membres du parti travailliste.
Lorsque Liam Cosgrave succède à James Dillon à la tête du Fine Gael en avril 1965, O'Higgins est promu porte-parole du parti pour les finances et les affaires économiques, en remplacement du conservateur Sweetman. Bien que l'aile gauche du parti ne contrôle pas le parti, l'influence d'O'Higgins grandit.

### Candidat à la présidentielle

#### Élection présidentielle de 1966
En 1966, l'élection présidentielle marque le 50e anniversaire de l'insurrection de Pâques de 1916. Le président sortant, Éamon de Valera, un vétéran de l'Insurrection de Pâques, est initialement censé gagner facilement ou, plus probablement, sans opposition. O'Higgins, cependant, tente de rallier le Fine Gael pour soutenir le républicain irlandais Seán MacBride dans sa candidature à la présidentielle. Comme on pouvait s’y attendre, cette idée n'a pas beaucoup de succès, en particulier auprès des éléments les plus conservateurs du Fine Gael. Cependant, O'Higgins n'abandonne pas l'idée de défier de Valera. Il demande à John A. Costello de se présenter aux élections. O'Higgins, cependant, n'arrive pas à convaincre Costello, qui approche maintenant de la fin de sa carrière politique, de se présenter. Après avoir fait campagne sur l'idée que quelqu'un devait se présenter contre de Valera, les membres du parti se tournent vers O'Higgins et lui suggèrent de se présenter lui-même, ce qu'i accepte.
La campagne d'O'Higgins se heurte à des difficultés immédiates lorsque, dès le début, de Valera déclare qu'il ne mènerait pas de campagne lui-même, estimant que la fonction de président devait être au-dessus de la politique des partis. En réponse, RTÉ décide qu'elle ne peut pas (ou ne veut pas) couvrir la campagne d'O'Higgins car cela serait déséquilibré à son avis. Le leader du Fine Gael, Liam Cosgrove, répond en arguant que c'est injuste, car même si de Valera ne fait pas officiellement campagne, il apparait régulièrement à la radio et à la télévision RTÉ en sa qualité de président.
Sans se laisser décourager, O'Higgins mène une campagne acharnée avec plus de 130 réunions publiques à travers la république d'Irlande, couvrant environ 22 000 milles à travers le pays sur une période de 5 semaines. Le directeur de campagne d'O'Higgins est son ancien rival politique Gerard Sweetman, qui, malgré leurs différences, aide O'Higgins. Le Fine Gael présente O'Higgins et son épouse Terry comme des homologues irlandais de John Fitzgerald Kennedy et de son épouse Jackie Kennedy, soulignant leur jeunesse comparée à l'âge de De Valera,.
Les sondages ne sont pas encore une caractéristique de la politique irlandaise en 1966 ; au contraire, les partis comptent encore généralement sur leurs sections de circonscription pour donner une idée du sentiment populaire. Lorsque le Fianna Fáil reçoit des commentaires de ses sections sur la campagne O'Higgins, ils paniquent rapidement. Bien que de Valera reste officiellement engagé à ne pas faire campagne, il commence à faire plusieurs apparitions publiques sous prétexte de commémorer 1916. Le directeur de campagne de De Valera est alors ministre de l'Agriculture et futur leader du Fianna Fáil Charles Haughey. Répondant à l'élan de la campagne d'O'Higgins, Haughey annonce des dépenses de 5,5 millions de livres sterling destinées aux agriculteurs cinq jours seulement avant le début du scrutin.
Les résultats des élections sont très serrés ; avec une marge de seulement 10 718 voix (1% du total des voix), de Valera réussit à l'emporter.

#### Chef adjoint du Fine Gael
Bien qu'il n'ait pas été victorieux aux élections de 1966, l'image d'O'Higgins est grandement rehaussée par la campagne. Aux Élections générales irlandaises de 1969, O'Higgins quitte la circonscription de Laois-Offaly pour le nouveau comté de Dublin Sud, où il arrive en tête du scrutin. En avril 1972, O'Higgins est nommé tout premier chef adjoint du Fine Gael. Dans ce poste, O'Higgins est considéré par certains au Fine Gael comme un intermédiaire entre les ailes libérales et conservatrices du parti. En tant que leader adjoint, O'Higgins effectue un certain nombre de voyages en Irlande du Nord face aux troubles émergents et est l'un des représentants du Fine Gael aux funérailles des personnes tuées lors du dimanche sanglant en 1972.
Prévoyant de se présenter à nouveau à la présidence en mai 1973, O'Higgins ne se présente pas aux élections générales irlandaises de 1973 en février de cette année-là. Au lendemain des élections générales, ses talents de diplomate sont à nouveau sollicités, puisqu'il joue le rôle d'intermédiaire entre le Fine Gael et le parti travailliste dans les négociations pour former une coalition gouvernementale.

#### Élection présidentielle de 1973
En 1973, O'Higgins est de nouveau choisi comme candidat du Fine Gael à l'élection présidentielle. Cette fois, il affronte l'ancien Tánaiste et ministre Fianna Fáil, Erskine H. Childers. Childers a été élu par 52 % contre 48 %.

## Carrière judiciaire
Peu de temps après, O'Higgins est nommé juge à la Haute Cour. En 1974, après la mort soudaine du juge en chef William FitzGerald, O'Higgins, bien que le juge le plus jeune de la Haute Cour, est choisi pour le remplacer en tant que juge en chef d'Irlande à la Cour suprême et juge de la Cour suprême.
Après la mort soudaine d'Erskine H. Childers, O'Higgins, dans son rôle de juge en chef, prête serment à Cearbhall Ó Dálaigh en tant que président de l'Irlande par intérim. Il est juge en chef jusqu'en 1985, date à laquelle il est nommé juge à la Cour de justice européenne. Il y reste jusqu'en 1991.
O'Higgins est décédé le 25 février 2003, à l'âge de 86 ans.